# Нож куттерный

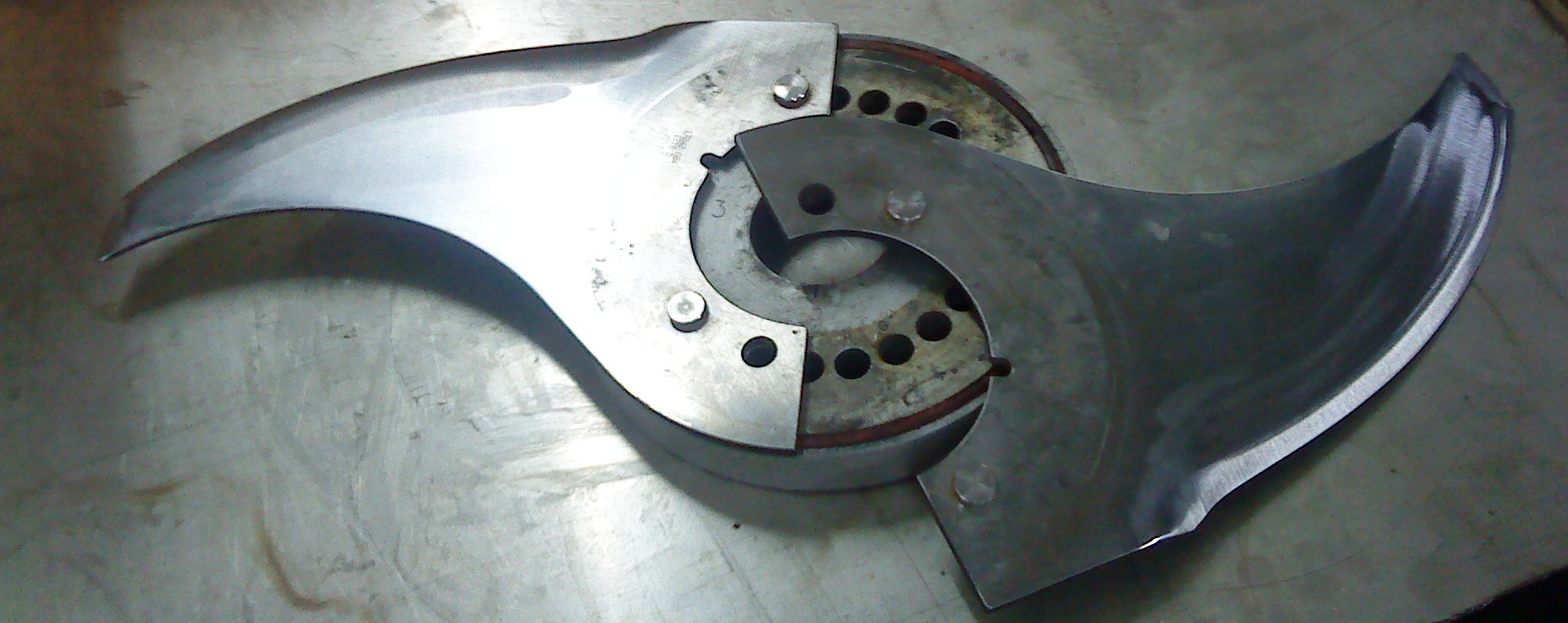
Пара ножей «Парус» на планшайбе

Нож куттерный (от англ. cut — резать) — специальный режущий инструмент из состава режущего комплекта ножевого вала колбасного куттера. Предназначен для приготовления фарша при производстве полукопчёных, варёно-копчёных, вареных, сырокопчёных, сыровяленых, ливерных колбас, сарделек, сосисок, паштетов.
Выбор материала для производства куттерных ножей зависит от условий резания, формы заточки, сорта разрабатываемого в процессе резания сырья. В настоящее время в промышленности, в основной массе, применяются куттерные ножи изготовленные из специальной легированной нержавеющей стали с пищевым допуском, подлежащей закалке и отпуску.
Твердость стали в теле куттерного ножа повышается от основания крепления (40-42HRC) до режущей кромки (56-58HRC). В процессе эксплуатации и после заточки ножей, для увеличения эксплуатационного ресурса рекомендуется производить их отпуск.
Заточка режущего комплекта производится как на универсальных заточных станках, так и на специальных, предназначенных для заточки куттерных ножей определённых моделей, с применением специальных заточных приспособлений.
Существует два основных вида заточки режущей кромки:
- ступенчатая — многоступенчатое (более двух) увеличение угла заточки режущей кромки относительно плоскости резания;
- бесступенчатая — увеличение угла заточки режущей кромки относительно плоскости резания по эвольвенте.

Основную роль в заточке ножа играет отношение угла режущей кромки и угла фаски режущей кромки, ширину последней при заточке инструмента не рекомендуется делать более 4 мм из-за ухудшения прочностных характеристик режущей части. Заточку производят при помощи абразивного инструмента. Ступенчатую заточку преимущественно производят на неподвижно вращающемся торцевом шлифовальном круге, с последующим образованием фаски режущей кромки на кольцевой шлифовальной ленте. Бесступенчатую заточку производят на кольцевой шлифовальной ленте. 
После восстановления заданных параметров режущей части ножа производится полирование режущей кромки на войлочном радиальном полировальном круге, либо на специальной радиальной полировальной щетке с применением полировальных паст для удаления мельчайших зазубрин на острие режущей кромки, образованных зерном абразивного инструмента при заточке. Качество полировки режущей кромки не менее важно чем образование угла и качества заточки инструмента, так как именно полировка острия режущей кромки продлевает ресурс режущего комплекта.
Режущие комплекты куттерных ножей набираются из состава однотипных инструментов для разработки конкретного вида сырья. Для разработки эмульсионных фаршей вареных колбас и некоторых видов сосисок применяют ножи типа «Парус», отличающиеся меньшим наклоном режущей части относительно радиуса окружности вращения ножа. Для разработки структурных фаршей при производстве варёно-копчёных, полувареных колбас и сарделек применяют универсальные ножи типа «Секира», отличающиеся более короткой, с изломом и большим наклоном к радиусу вращения режущей частью. Для приготовления фаршей при производстве сыровяленых и сырокопченых колбас применяют специальные ножи схожие с универсальными по наличию излома, но с большим углом наклона режущей части.
Вне зависимости от конструктивных особенностей самих ножей, режущие комплекты куттера комплектуются специальными планшайбами для монтажа ножей. В зависимости от вместительности чаши куттера, конструкции планшайбы и от скорости вращения ножевого вала, режущий комплект, состоящий из пары ножей на планшайбе подлежит балансировке на специальных балансировочных приспособлениях (поставляются обычно в комплекте с куттером). Так при приготовлении фаршей при производстве вареных колбас обычно применяют режущий комплект, состоящий из трех пар куттерных ножей типа «Парус» на планшайбах, при максимальной скорости вращения до 3800 об/мин.